# Erinnyen

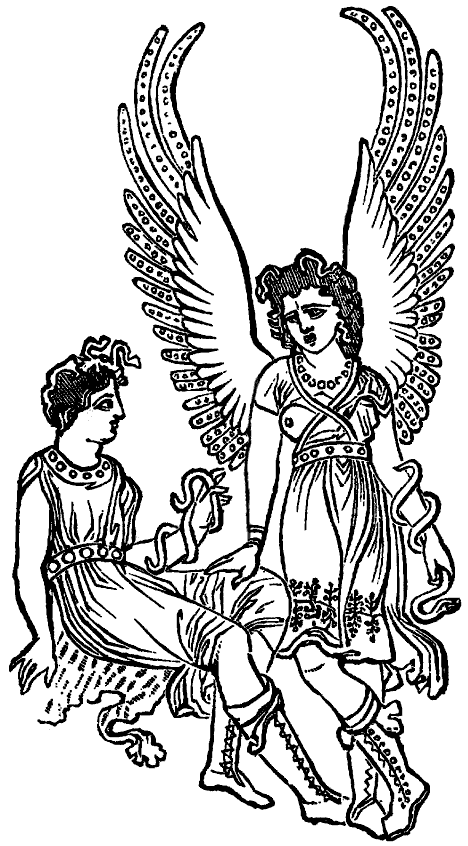
Zwei Rachegöttinnen
(Zeichnung aus dem 19. Jahrhundert nach einer antiken Vase)

Die Erinnyen oder Erinyen (altgriechisch Ἐρινύες Erinýes, in der Einzahl Ἐρινύς Erinýs, lateinisch Erinys, Erinnys) – bei den Griechen auch als Μανίαι Maníai, deutsch ‚die Rasenden‘, später als Eumeniden (Εὐμενίδες Eumenídes), bei den Römern als Furien (furiae, von furia ‚Wut, Raserei‘) bezeichnet – sind in der griechischen Mythologie drei Rachegöttinnen:
- Alekto (Ἀληκτώ Alēktṓ), „die (bei ihrer Jagd) Unaufhörliche“
- Megaira (Μέγαιρα Mégaira, deutsch auch „Megäre“), „der neidische Zorn“.
- Tisiphone (Τισιφόνη Tisiphónē, auch Τεισιφόνη Teisiphónē), „die Vergeltung“ oder „die den Mord Rächende“. Sie wird auf griechischen Amphoren häufig mit Hundekopf und Fledermausschwingen dargestellt.

Sie stellen die personifizierten Gewissensbisse dar. Im matriarchalen Kontext gelten sie als Verteidigerinnen mutterrechtlicher Prinzipien. Sie stehen im Zusammenhang mit Totenkult und Fruchtbarkeit.
Der Name Eumeniden, die Wohlmeinenden, wurde ihnen nach Aischylos’ Die Eumeniden im Ergebnis des Verfahrens gegen Orestes verliehen, nachdem sie ihr Amt und ihre Macht verloren hatten. Diese Umbenennung wird als beschwichtigend-abwehrender Euphemismus betrachtet, der auf den in der Orestie vollzogenen historischen Umbruch zum patriarchalen Prinzip hindeute.
Als „Furie“ oder seltener „Megäre“ wird im übertragenen Sinn eine rasend wütende Frau bezeichnet.

## Mythologischer Ursprung

Die Rachegöttin Tisiphone schwingt die Fackel des Wahnsinns und entleert den Krug mit Gift über das glückliche Königspaar Athamas und Ino.
(Kupferstich von Bernard Picart, 18. Jahrhundert)

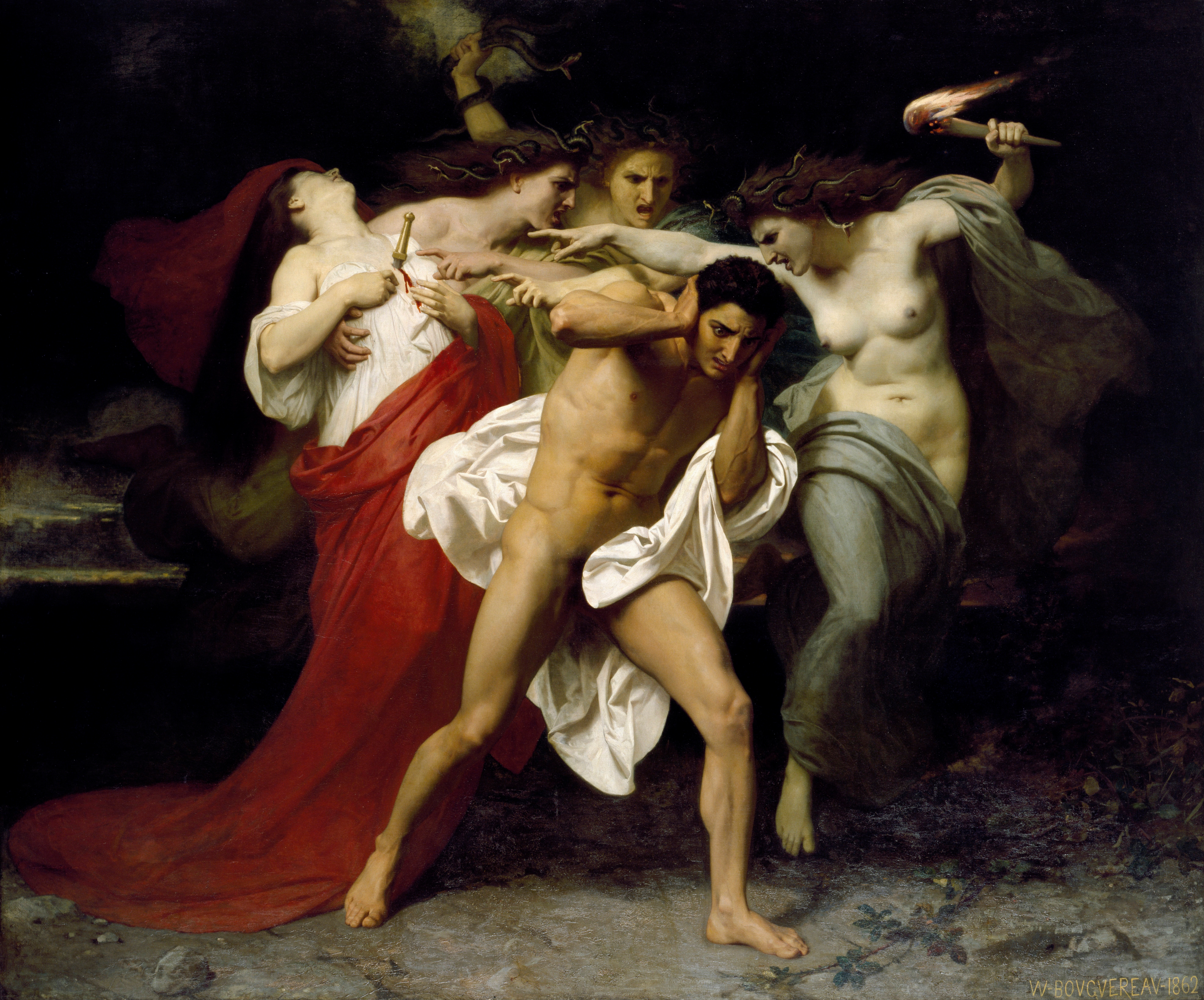
Les Remords d’Oreste – Orestes wird von Furien gehetzt.
(William Adolphe Bouguereau, 1862, Chrysler Collection, Norfolk)

- Nach Hesiod wurden die Erinnyen von Gaia geboren, nachdem der Titan Kronos seinen Vater Uranos mit einer Sichel entmannt hatte. Aus dem Zeugungsglied, das ins Meer fiel, erwuchs Aphrodite; aus dem Blut aber, das auf die Erde tropfte, entstanden außer den Giganten und melischen Nymphen auch die Erinnyen.[3]
- Nach anderen Erzählungen waren sie Töchter der Nacht (Nyx)[4] oder aber auch Töchter der Gaia und des Skotos,[5] der „Dunkelheit“. Den Orphikern galten Hades und Persephone als Eltern der Erinnyen.
- Bei Homer und in der späteren griechischen Mythologie stellten die Erinnyen Rachegöttinnen bzw. Schutzgöttinnen der sittlichen Ordnung dar. Zu furchtbaren Werkzeugen der Rache wurden sie insbesondere, wenn es zu Mord (v. a. an Blutsverwandten), zu Verbrechen an Eltern oder älteren Menschen,[6] zu Meineid, aber auch, wenn es zu Verletzungen der geheiligten Bräuche gekommen war: als Personifizierungen der Verfluchungskraft (besonders der Verfluchung durch Vater und Mutter) und des Racheanspruchs Ermordeter. So verfolgten sie Orestes nach seinem Muttermord und trieben ihn in die Raserei. Die Ansprüche der Mütter wurden unter allen Umständen und zuerst von ihnen verteidigt, aber auch die der Väter und der älteren Brüder, so dass es Orestes nicht half, Klytaimnestra auf Befehl des Gottes Apollon umgebracht zu haben – hätte er es nicht getan, hätte Apollon trotz allem die Erinnyen auf Orestes gehetzt. Apollon unterstützt all die Charaktere, die durch ihre Mutter leiden mussten (nicht nur Orestes, ein weiteres Beispiel ist König Ödipus). Erst durch Pallas Athene und die Unterstützung Apollons wurde Orestes auf dem Athener Gericht freigesprochen, ohne dass das der allgemeinen Verehrung der Erinnyen Abbruch getan hätte. Seither verehrte man die Erinnyen in Athen – jedoch nicht unter ihrem alten Namen, sondern als die Eumeniden („Wohlgesinnten“).
- Die in der Unterwelt hausenden Erinnyen werden als alte, aber jungfräuliche Vetteln beschrieben, deren Hautfarbe schwarz war; sie kleideten sich in graue Gewänder, die Haare waren Schlangen, ihr Geruch war unerträglich und aus ihren Augen floss giftiger Geifer oder Blut.
- Die Erinnyen konnten auch als eine einzige – Erinnys, „Rache“ – angerufen werden. Diese war damit zusammen mit Dike, „Gerechtigkeit“, und Poine, „Strafe“, eine der drei Helferinnen der Nemesis.
- In der Orestie des Aischylos spielen die Erinnyen als Rachegöttinnen der Unterwelt eine wichtige Rolle. (Dritte Tragödie der Trilogie: Die Eumeniden)

## Die Erinnyen in der nachantiken Kulturgeschichte
In der Literatur der Neuzeit und der Moderne wird das Motiv der Erinnyen immer wieder aufgegriffen. In Dantes Die Göttliche Komödie (IX. Gesang, Verse 37–42) treten sie auf, als Dante sich im Inferno der unteren Hölle nähert. Auch in John Miltons Epos Paradise Lost (1667) begegnen  die Erinnyen als „harpyienfüßige Furien“. In Hercules von Händel wendet sich eine wahnsinnige Deïaneira kurz vor ihrem Suizid an die drei „dreadful sisters“ („grässliche Schwestern“), welche sie verfolgen. Goethe ließ sie sowohl in seiner Iphigenie auf Tauris (1786) als auch in seinem Faust II (1832) auftreten. In Friedrich Schillers Ballade Die Kraniche des Ibykus (1797) werden kraft ihres Chorgesangs die Mörder des Sängers Ibykus überführt, in seiner Ballade Der Ring des Polykrates (1798) weiht ihnen der König Polykrates seinen kostbaren Ring, um sich vor der Rache des Schicksals zu bewahren.
Von Erinnyen verfolgt fühlt sich in Alfred Döblins Roman Berlin Alexanderplatz (1929) die Hauptperson Franz Biberkopf, weil er seine Freundin erschlagen hat. Kurt Tucholsky (1931) bezeichnet in seinem Roman Schloss Gripsholm Frau Adriani als Megäre. Drei Erinnyen treten im Drama Die Fliegen (1943) von Jean-Paul Sartre als Fliegen auf. Im Roman Homo faber. Ein Bericht (1957) von Max Frisch spielt die „Schlafende Erinnye“ (die sogenannte Medusa Ludovisi) eine Rolle, da Faber unwissentlich Inzest mit seiner Tochter Elisabeth begeht und damit die Rachegöttinnen heraufruft. Die Wohlgesinnten ist der Titel eines Romans von Jonathan Littell, 2008 (französisch 2006: Les Bienveillantes). Der amerikanische Historiker Michael S. Neiberg griff 2011 das Motiv des „Tanz[es] der Furien“ im Titel seines Werkes zur Stimmungslage der Europäer nach dem Ausbruch des Ersten Weltkrieges 1914 auf.